# Xovelle
Xovelle es un núcleo de población de la parroquia de Cea en el ayuntamiento pontevedrés de Villagarcía de Arosa, en la Comarca de Salnés en Galicia, España. Tenía 8 habitantes en el año 2016 según datos del IGE, de los que 3 eran mujeres y 5 hombres, lo que representa un aumento con respecto a los años 2010, cuando tenía 7 vecinos, y 2005, cuando eran 5.
- Datos: Q31282573